# Liste der Baudenkmäler in Mauerstetten
Auf dieser Seite sind die Baudenkmäler in der schwäbischen Gemeinde Mauerstetten zusammengestellt. Diese Tabelle ist eine Teilliste der Liste der Baudenkmäler in Bayern. Grundlage ist die Bayerische Denkmalliste, die auf Basis des Bayerischen Denkmalschutzgesetzes vom 1. Oktober 1973 erstmals erstellt wurde und seither durch das Bayerische Landesamt für Denkmalpflege geführt wird. Die folgenden Angaben ersetzen nicht die rechtsverbindliche Auskunft der Denkmalschutzbehörde.

## Baudenkmäler nach Ortsteilen

### Mauerstetten
| Lage                         | Objekt                            | Beschreibung                                                                                              | Akten-Nr.    | Bild           |
| ---------------------------- | --------------------------------- | --- | ------------ | -------------- |
| Bahnhofstraße 1 (Standort)   | Bauernhaus                        | Mitterstallbau, Flachdach auf Kniestock, 2. Viertel 19. Jahrhundert                                       | D-7-77-152-1 | Bauernhaus     |
| Kirchplatz 1 (Standort)      | Pfarrhaus                         | Satteldachbau, 1744; Pfarrstadel, Satteldachbau, 18. Jahrhundert                                          | D-7-77-152-3 | Pfarrhaus      |
| Kirchplatz 2 (Standort)      | Katholische Pfarrkirche St. Vitus | Turmunterbau und Chor gegen 1480, Langhaus 1698, Turmoberteil 1746; mit Ausstattung                       | D-7-77-152-4 | weitere Bilder |
| Kirchplatz 6, 6 a (Standort) | Bauernhaus                        | Mitterstallbau mit Flachdach, Kniestock und aufgedoppelter Haustür, stattlicher Bau um 1820/40.           | D-7-77-152-5 | Bauernhaus     |
| Kirchplatz 7 (Standort)      | Bauernhaus                        | Mitterstallbau mit erhöhtem Flachdach auf Kniestock, wohl 1. Hälfte 19. Jahrhundert, Wappentafel um 1670. | D-7-77-152-6 | Bauernhaus     |
| Reutwaldstraße 2 (Standort)  | Bauernhaus                        | Wohnteil mit Flachdach auf Bundwerkkniestock, Giebelfresko bezeichnet 1851.                               | D-7-77-152-7 | Bauernhaus     |

### Frankenried
| Lage                                       | Objekt                              | Beschreibung | Akten-Nr.     | Bild |
| ------------------------------------------ | ----------------------------------- | --- | ------------- | --- |
| Frühlingsweg 1 (Standort)                  | Pfarrhaus                           | Satteldachhaus von 1751; Pfarrstadel, verschalter Ständerbau mit Mitteltenne, bezeichnet 1743.                       | D-7-77-152-8  | Pfarrhaus |
| Frühlingsweg 8 (Standort)                  | Bauernhaus                          | Mittertennbau, Flachdach, verputzter Ständerbau mit profilierten Bügen und Wettermantel, 2. Hälfte 17. Jahrhundert   | D-7-77-152-9  | Bauernhaus |
| Paul-Gaupp-Straße (im Friedhof) (Standort) | Kerkerchristus                      | 18./19. Jahrhundert                                                                                                  | D-7-77-152-12 | [[Vorlage:Bilderwunsch/code!/C:47.870739,10.667671!/D:Paul-Gaupp-Straße (im Friedhof), Kerkerchristus!/\|BW]] |
| Paul-Gaupp-Straße 3 (Standort)             | Katholische Pfarrkirche St. Andreas | Turmunterbau und Kern des Langhauses spätgotisch, Neubau 1709 von Joseph Müller, Vorzeichen um 1720; mit Ausstattung | D-7-77-152-11 | weitere Bilder                                                                                                |
| 500 m südwestlich vom Ort (Standort)       | Heiligennische                      | 18. Jahrhundert; mit Ausstattung                                                                                     | D-7-77-152-13 | Heiligennische                                                                                                |

### Hausen
| Lage                 | Objekt                                     | Beschreibung                  | Akten-Nr.     | Bild                                       |
| -------------------- | ------------------------------------------ | ----------------------------- | ------------- | ------------------------------------------ |
| Hausen 11 (Standort) | Katholische Kapelle Heilige Dreifaltigkeit | Erbaut 1882; mit Ausstattung. | D-7-77-152-14 | Katholische Kapelle Heilige Dreifaltigkeit |

## Ehemalige Baudenkmäler
In diesem Abschnitt sind Objekte aufgeführt, die früher einmal in der Denkmalliste eingetragen waren, jetzt aber nicht mehr. Objekte, die in anderem Zusammenhang also z. B. als Teil eines Baudenkmals weiter eingetragen sind, sollen hier nicht aufgeführt werden. Aktennummern in diesem Abschnitt sind ehemalige, jetzt nicht mehr gültige Aktennummern.

| Lage                                       | Objekt     | Beschreibung | Akten-Nr.     | Bild       |
| ------------------------------------------ | ---------- | --- | ------------- | ---------- |
| Mauerstetten Hausener Straße 7 (Standort)  | Bauernhaus | Flachdach auf Kniestock, im Kern noch 18. Jahrhundert; Stadel, Ständerbau mit Flachdach, Anfang 19. Jahrhundert | D-7-77-152-2  | Bauernhaus |
| Frankenried Paul-Gaupp-Straße 1 (Standort) | Epitaph    | Ende 16. Jahrhundert; am Stallteil eingelassen.                                                                 | D-7-77-152-10 | BW         |